# Muradup
Muradup is een plaats in de regio Great Southern in West-Australië. Het maakt deel uit van het lokale bestuursgebied (LGA) de Shire of Kojonup, een landbouwdistrict met Kojonup als hoofdplaats.

## Geschiedenis
In 1846 vermeldde een landmeter de Aboriginesnaam van een waterplas, de 'Mooradup Pool'. In 1899 werd aan een nevenspoor ('siding') van de spoorweg tussen Donnybrook en Katanning een locatie voor een dorp voorzien.
In 1905 vroeg de plaatselijke overheid om er kavels op te meten en te koop aan te bieden. Op de vraag werd in 1906 ingegaan. Een jaar later, in 1907, werd Muradupp officieel gesticht. Het werd naar de waterplas vernoemd. In 1915 werd de spelling volgens de regels van het departement ruimtelijke ordening ('Lands Departement') aangepast en de tweede 'p' viel weg.
In 1909 werd een gemeenschapszaal, de 'Muradup Hall', gebouwd. Na de Eerste Wereldoorlog werden in de streek terugkerende soldaten middels Soldier Settlement Schemes gevestigd.
Op 7 april 1957 werd de katholieke kerk van Muradup gewijd. Na begin jaren 2000 te zijn verkocht werd de kerk een private residentie.

## Bevolking
In 2021 telde Muradup 97 inwoners, tegenover 464 in 2006.

## Ligging
Muradup ligt 277 ten zuidzuidoosten van de West-Australische hoofdstad Perth, 172 kilometer ten noordnoordwesten van het aan de South Coast Highway gelegen Albany en 18 kilometer ten westen van het aan de Albany Highway gelegen Kojonup.

## Klimaat
De streek kent een gematigd mediterraan klimaat, Csb volgens de klimaatclassificatie van Köppen. De gemiddelde jaarlijkse temperatuur bedraagt er 15,3 °C en de gemiddelde jaarlijkse neerslag ongeveer 520 mm.